# Rockford (Tennessee)
Rockford é uma cidade localizada no estado norte-americano de Tennessee, no Condado de Blount.

## Demografia
Segundo o censo norte-americano de 2000, a sua população era de 798 habitantes.
Em 2006, foi estimada uma população de 816, um aumento de 18 (2.3%).

## Geografia
De acordo com o United States Census Bureau tem uma área de
8,1 km², dos quais 8,0 km² cobertos por terra e 0,1 km² cobertos por água.

## Localidades na vizinhança
O diagrama seguinte representa as localidades num raio de 16 km ao redor de Rockford.